# Bradley (Derbyshire)
Bradley – wieś i civil parish w Anglii, w Derbyshire, w dystrykcie Derbyshire Dales. W 2011 roku civil parish liczyła 313 mieszkańców. Bradley jest wspomniana w Domesday Book (1086) jako Braidelei.